# Ben Simmons
Benjamin David "Ben" Simmons (Melbourne, Victoria, 20 de juliol de 1996) és un jugador de bàsquet australià que forma part de la plantilla dels Brooklyn Nets de l'NBA. Amb 2,08 metres d'alçada juga en la posició de base. També ha participat amb la selecció de bàsquet d'Austràlia en competicions internacionals.

## Trajectòria esportiva

### Primers anys
Simmons va néixer a Fitzroy, suburbi de Melbourne, però va ser criat a Newcastle (Nova Gal·les del Sud) des dels 18 mesos, mentre que el seu pare Dave, jugava i entrenava a la ciutat. Ben va jugar el seu primer any de bàsquet als set anys en l'equip sub-12 dels Newcastle Hunters i va jugar dos anys més per Lake Macquarie i Newcastle abans que la seva família es mudés novament a Melbourne quan tenia 10 anys. També va jugar a futbol australià pel Beverley Hills Junior Football Club, així com a rugbi fins als 14 anys, quan va decidir centrar-se exclusivament en el bàsquet. Als 15 anys, Ben va jugar pel Box Hill Sènior Secondary College en el campionat d'escoles australià de 2011, abans d'ocupar una beca en l'Institut Australià d'Esport el 2012. Simmons també va jugar sis partits pels Knox Raiders de la Basketball Victoria D-League el 2012, i va ajudar Austràlia a guanyar la medalla de plata en el Campionat Mundial de Bàsquet Sub-17 de 2012 a Lituània.

### Universitat
Va jugar una única temporada amb els Tigers de la Universitat Estatal de Louisiana, en la qual va fer una mitjana de 19,2 punts, 11,8 rebots i 4,8 assistències per partit. Va ser inclòs en el primer equip consensuat All-American, a més de ser Premi USBWA al Freshman Nacional de l'Any, Naismith Prep al Jugador de l'Any, Rookie de l'Any de la Southeastern Conference i inclòs en el millor quintet de la conferència.

### Professional
Va ser triat pels Philadelphia 76ers com a primera elecció de la primera ronda al Draft del 2016. És el segon jugador australià després d'Andrew Bogut a ser triat número u del Draft (tercer si comptem Kyrie Irving, nascut a Austràlia però de nacionalitat nord-americana).
En el seu primer any en l'NBA no va poder debutar a causa d'una fractura en el cinquè metatarsià del peu que el va mantenir inactiu tota la temporada. Va debutar el 18 d'octubre del 2017 davant els Washington Wizards aportant 18 punts, 10 rebots i 5 assistències, tot i que van perdre el partit per 115-120. Les seves grans actuacions el van col·locar en segon lloc quant a triples dobles en una temporada per a un novell (12), només superat per Oscar Robertson (26).
En el seu curt període com a professional, Simmons ha estat ja comparat amb jugadors de molt alt calibre, tals com LeBron James i Earvin "Magic" Johnson, a causa del seu estil de joc i característiques físiques. És el jugador més alt en fer principalment la funció de base, amb una altura de 208 cm. (pels 206 cm de Magic Johnson).
En la seva tercera temporada a Philadelphia, el 21 de novembre de 2019, va ficar el seu primer triple com a professional davant els Knicks.
El 10 de febrer de 2022 va ser traspassat a Brooklyn Nets, juntament amb Seth Curry i Andre Drummond, a canvi de James Harden i Paul Millsap.